# Taepodong-2

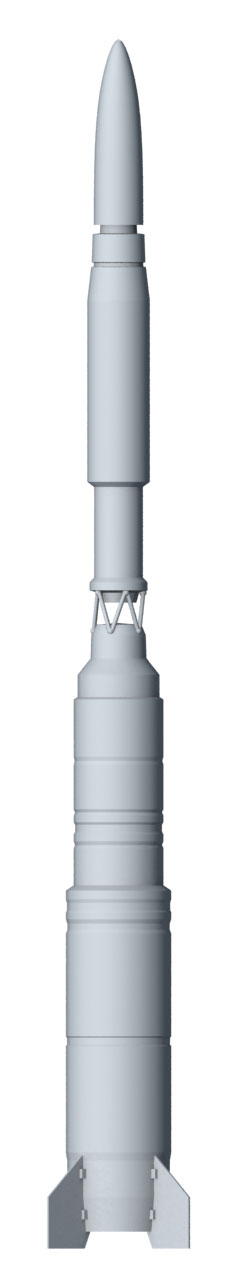
Taepodong-2

De Taepodong-2 (Koreaans: 대포동 2호) is een langeafstandsraket, gebouwd door de Noord-Koreanen en voor het eerst getest in 2006.
De raket is ontwikkeld uit de Russische Scud, die weer op zijn beurt is afgeleid van de Duitse V-2. Waarschijnlijk wordt de raket aangedreven met een vloeibarebrandstofmotor, en kan ze ladingen tot 1000 kg vervoeren. De raket is waarschijnlijk in theorie zowel geschikt voor het lanceren van satellieten als voor het lanceren van een kernkop.
De massa heeft een nadelig effect op het bereik. In theorie zou deze raket 6.000 kilometer kunnen overbruggen en dus ook de grootste vijand van Noord-Korea, de Verenigde Staten van Amerika, kunnen treffen. De lading zal in dat geval hoogstwaarschijnlijk tot minder dan 500 kg moeten worden teruggebracht. 
Op 5 juli 2006 is de raket getest. Hij werd gelanceerd vanaf de raketbasis Musudan-ri, en viel na ca. 40 seconden in de Japanse Zee. De lancering viel samen met een omvangrijker lanceerprogramma, waarin Noord-Korea 6 tot 12 raketten testte. Volgens de Amerikanen is de test met de Taepodong-2 mislukt, maar de Noord-Koreanen hebben wellicht waardevolle ervaring uit deze test opgedaan.